# Frank Puglia

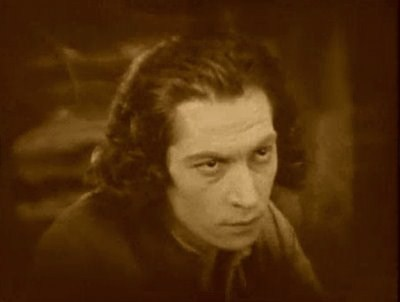
Frank Puglia in Zwei Waisen im Sturm 1921

Frank Puglia (* 9. März 1892 in Linguaglossa, Sizilien; † 25. Oktober 1975 in South Pasadena, Kalifornien) war ein italienisch-amerikanischer Schauspieler.

## Leben und Karriere
Als Mitglied einer reisenden Operngruppe stand Frank Puglia mit 13 Jahren zum ersten Mal auf der Bühne. Der gebürtige Sizilianer emigrierte im Jahre 1907 mit seiner Familie in die USA. Dort arbeitete er zunächst als Wäscher, fand aber schließlich Eingang in eine italienischsprachige Theatergruppe in New York City. Als Puglia in dem Theaterstück The Two Orphans von Adolphe d’Ennery und Eugène Cormon über die Wirren der Französischen Revolution auftrat, wurde er von Star-Regisseur David Wark Griffith entdeckt, der gerade eine Verfilmung des Stückes plante. In dieser Verfilmung gab Puglia 1921 in der Nebenrolle des Pierre Frochard sein Filmdebüt an der Seite von Lillian und Dorothy Gish. Puglias Figur sollte ursprünglich den Filmtod sterben, die Zuschauer in den Previews waren aber von seiner Darstellung so eingenommen, dass Griffith sie letztlich überleben ließ. Drei Jahre später kam es zu einer erneuten Zusammenarbeit zwischen Griffith und Puglia beim sozialkritischen Melodram Ist das Leben nicht wunderschön?.
Nach Beginn des Tonfilmes Ende der 1920er-Jahre fielen die Rollen für Puglia meist kleiner aus. Wegen seines Akzentes spielte er vor allem exotisch-südländische Figuren; oftmals Priester, Diplomaten, Aristokraten oder Musiker. In den 1940er-Jahren hatte er Nebenrollen in Filmen wie Im Zeichen des Zorro, Tarzan, Bezwinger der Wüste, Ali Baba und die vierzig Räuber und Briefe aus dem Jenseits. Im Filmklassiker Casablanca (1942) hatte er einen markanten Kurzauftritt als marokkanischer Teppichhändler, der mit Ingrid Bergman Preise aushandelt. Zu den größeren Filmrollen des Charakterdarstellers zählten „der Gelehrte“ in der 1942er-Verfilmung von Rudyard Kiplings Dschungelbuch sowie der Zoologe Dr. Leonardo im Monsterfilm Die Bestie aus dem Weltenraum aus dem Jahre 1957. Ab den 1950er-Jahren stand Puglia auch regelmäßig als Gastdarsteller für US-Fernsehserien wie Bonanza, Tausend Meilen Staub, Der Chef und Columbo vor der Kamera.
Ein später Höhepunkt hätte für Puglia die Rolle des Bestatters Bonasera in der Anfangsszene von Der Pate (1972) werden können („Ich glaube an Amerika. Ich bin in Amerika reich geworden …“). Allerdings musste Puglia wegen einer Krankheit die Dreharbeiten abbrechen und wurde kurzfristig durch Salvatore Corsitto ersetzt. Seine letzte Rolle spielte der Schauspieler 1975 in dem Kriminalfilm Was nützt dem toten Hund ein Beefsteak? neben Dean Martin. Er starb noch im selben Jahr im Alter von 83 Jahren. Insgesamt hatte er im Verlauf seiner langen Karriere an fast 240 Film- und Fernsehproduktionen mitgewirkt.
Frank Puglia wurde neben seiner Ehefrau Irene (1892–1973) auf dem Hollywood Forever Cemetery in Hollywood beigesetzt.

## Filmografie (Auswahl)
- 1921: Zwei Waisen im Sturm (Orphans of the Storm)
- 1924: Faszination (Fascination)
- 1924: Ist das Leben nicht wunderschön? (Isn't Life Wonderful?)
- 1924: Die Hochzeit von Florenz (Romola)
- 1928: Der Mann, der lacht (The Man Who Laughs)
- 1933: Dinner um acht (Dinner at Eight)
- 1934: In goldenen Ketten (Chained)
- 1934: Dr. Fergusons schwierigster Fall (Men in White)
- 1934: Schrei der Gehetzten (Viva Villa!)
- 1935: Unter Piratenflagge (Captain Blood)
- 1935: Stadt an der Grenze (Bordertown)
- 1935: Das Rätsel von Zimmer 309 (One New York Night)
- 1936: Der Garten Allahs (The Garden of Allah)
- 1936: Liebe mit 100 PS (Love on the Run)
- 1936: Zwischen Haß und Liebe (His Brother’s Wife)
- 1936: Seine Sekretärin (Wife vs. Secretary)
- 1937: Maienzeit (Maytime)
- 1937: Tarantella (The Firefly)
- 1937: Im siebenten Himmel (Seventh Heaven)
- 1937: Die Braut trug Rot (The Bride Wore Red)
- 1938: Mannequin
- 1938: Dramatic School
- 1938: Brennendes Feuer der Leidenschaft (The Shining Hour)
- 1938: Drei Schwestern aus Montana (The Sisters)
- 1938: Piraten in Alaska (Spawn of the North)
- 1939: Nur dem Namen nach (In Name Only)
- 1939: Mr. Smith geht nach Washington (Mr. Smith Goes to Washington)
- 1940: The Fatal Hour
- 1940: Behind the News
- 1940: Arise, My Love
- 1940: Galopp ins Glück (Down Argentine Way)
- 1940: Im Zeichen des Zorro (The Mark of Zorro)
- 1940: Charlie Chan in Panama
- 1940: Tropische Zone (Torrid Zone)
- 1941: Der letzte Bandit (Billy the Kid)
- 1942: Casablanca
- 1942: Reise aus der Vergangenheit (Now, Voyager)
- 1942: Von Agenten gejagt (Journey into Fear)
- 1942: Im Schatten des Herzens (Always in My Heart)
- 1942: Das Dschungelbuch (Rudyard Kipling’s Jungle Book)
- 1943: Phantom der Oper (Phantom of the Opera)
- 1943: Der Pilot und die Prinzessin (Princess O’Rourke)
- 1943: Spion im Orientexpress (Background to Danger)
- 1943: Wem die Stunde schlägt (For Whom the Bell Tolls)
- 1943: Einsatz im Nordatlantik (Action in the North Atlantic)
- 1943: Tarzan, Bezwinger der Wüste (Tarzan’s Desert Mystery)
- 1944: Ali Baba und die vierzig Räuber (Ali Baba and the Forty Thieves)
- 1944: Brasilianische Serenade (Brazil)
- 1944: Drachensaat (Dragon Seed)
- 1944: Mit Büchse und Lasso (Tall in the Saddle)
- 1944: Fahrkarte nach Marseille (Passage to Marseille)
- 1945: Eine Frau mit Unternehmungsgeist (Roughly Speaking)
- 1945: Spionage in Fernost (Blood on the Sun)
- 1945: Polonaise (A Song to Remember)
- 1945: Weekend im Waldorf (Week-End at the Waldorf)
- 1947: Der Weg nach Rio (Road to Rio)
- 1947: Briefe aus dem Jenseits (The Lost Moment)
- 1947: Zelle R 17 (Brute Force)
- 1947: Mexikanische Nächte (Fiesta)
- 1947: Detektiv mit kleinen Fehlern (My Favorite Brunette)
- 1948: Johanna von Orleans (Joan of Arc)
- 1949: Vogelfrei (Colorado Territory)
- 1949: Die schwarzen Teufel von Bagdad (Bagdad)
- 1950: Captain Carey, U.S.A.
- 1950: Blutrache in New York (Black Hand)
- 1950: Glücksspiel des Lebens (Walk Softly, Stranger)
- 1950: Der Wüstenfalke (The Desert Hawk)
- 1953: Der Tolpatsch (The Caddy)
- 1954: Der Schürzenjäger von Venedig (Casanova’s Big Night)
- 1954: Ein neuer Stern am Himmel (A Star Is Born)
- 1956: Horizont in Flammen (The Burning Hills)
- 1956: Der Held von Texas (The First Texan)
- 1957: Die Bestie aus dem Weltenraum (20 Million Miles to Earth)
- 1958: Die schwarze Orchidee (The Black Orchid)
- 1960: Tausend Meilen Staub (Fernsehserie, 1 Folge)
- 1962: Girls! Girls! Girls!
- 1965: Das Schwert des Ali Baba (The Sword of Ali Baba)
- 1966: Bonanza (Fernsehserie, 1 Folge)
- 1967: Der Mann im grünen Hut (The Spy in the Green Hat)
- 1970: Der Chef (Fernsehserie, 1 Folge)
- 1970–1971: To Rome with Love (Fernsehserie, 4 Folgen)
- 1973: Columbo: Wein ist dicker als Blut (Any Old Port in a Storm) (Fernsehreihe, 1 Folge)
- 1975: Was nützt dem toten Hund ein Beefsteak? (Mr. Ricco)